# Neuquén Rugby Club
Neuquén Rugby Club es una institución deportiva con sede en la ciudad de Neuquén donde se practican rugby y hockey. Su clásico rival es Marabunta Rugby Club.

## Historia
La entidad fue fundada el 23 de julio de 1976 y reactivada por la asamblea realizada el 27 de julio de 1982, cuando un grupo de rugbistas decidió dar las bases definitivas para el mismo, previéndose la actividad de dos disciplinas: rugby y hockey femenino. A partir de ese momento se iniciaron las labores de desmonte de lo que era una antigua zona de chacras, llegándose, tras diversas facetas de actividad de crecimiento, al cuadro de infraestructura con que en la actualidad se cuenta: en lo que hace a la parte edilicia con Secretaría, quincho, quinchos alternativos, salón vip, vestuarios con agua caliente, baños, depósito, taller, consultorio médico, cocina, bar, quiosco, área de estacionamiento, parrillas bajo techo, pileta con solárium y zona de camping iluminada y provista con vestuarios con sanitarios, y, en cuanto a zonas de práctica deportiva con cuatro canchas de rugby con medidas reglamentarias, una con cinco tribunas y dos de ellas con iluminación, una de hockey con medidas reglamentarias, canchas de rugby infantil y de hockey infantil, contándose, asimismo, con amplios espacios verdes forestados, todo ello con su correspondiente red de riego.

## Actualidad
En la campaña 2012 Neuquén RC fue campeón invicto. Con este campeonato clasificó para el Torneo del Interior Zona Ascenso sin embargo perdió en semifinales contra Córdoba Athletic.